# Йоганнис I
Йоганнис I — негус Ефіопії з 1667 до 1682 року з Соломонової династії.

## Життєпис
Був четвертим сином Фасілідеса.
Був обраний на імператорський трон радою знатних сановників імперії за наполяганням блаттенгети Мелка Крестоса. Потім рада ув'язнила решту синів Фасілідеса на горі Вохні-Амба, продовживши відроджений Фасілідесом звичай.
Більшу частину свого правління Йоганнис провів у походах. При цьому 6 із 11 здійснених походів були військовими експедиціями. Три з них були спрямовані проти агау, одна проти оромо, а також дві каральні експедиції до районів поблизу з горою Ашгуагва — Ангот і Ласта — для придушення повстань Фереса (1677) та За Мар'яма (1679). Помер 19 липня 1682.

### Релігія за Йоганниса
Через гострі релігійні суперечки, спричинені католицькими місіонерами за правління його діда Сусеньйоса I, Йоганнис вчинив жорстко з європейцями. 1669 року він віддав геразмачу Мікаелу розпорядження про вигнання всіх католиків, які ще залишались в Ефіопії: ті, хто не прийняв віру Ефіопської православної церкви, були вигнані до Сеннару.
За часів його правління було страчено шістьох францисканців, відряджених папою Олександром VII для навернення ефіопів у католицьку віру там, де за 30 років до цього зазнали невдачі єзуїти. Натомість його симпатіями користувались вірмени, віра яких також належала до міафізитства та гармоніювала з ефіопською церквою. Серед них був Мурад, який здійснив низку дипломатичних місій для негуса. 1679 року Йоганнис прийняв вірменського єпископа який привіз мощі ефіопського святого Евостафевоса.
Конфлікт з приводу походження Христа настільки загострився, що в останній рік свого правління Йоганнис скликав синод для вирішення суперечки. Ченці-евстафіани з Годжама відстоювали формулу «Через єлеєпомазання Бог Син був односущним Отцю», їх підтримав власний син негуса Іясу. Проти них виступали ченці Дебре-Лібаноса, які на той час ще були прибічниками традиційного міафізитства. Підсумок синоду був спірним, тому до розв'язання проблеми повернулись, коли Іясу став негусом, на синоді, скликаному ним 1686 року.